# فانتوكس إت لونغفيل
فانتوكس إت لونغفيل (بالفرنسية: Vantoux-et-Longevelle)‏ هي بلدية فرنسية تقع في إقليم سون العليا التابعة لمنطقة بورغوني-فرانش كومته. يقدر عدد سكانها بـ 158 نسمة ومساحتها 9.67 كم2 .